# 小西博之
小西 博之（こにし ひろゆき、1959年9月28日 - ）は、日本の俳優、タレント、民間人校長。スタークコーポレーション所属。身長は180cm。体重は78kg。血液型はA型。趣味は料理、パソコン、釣り、ガーデニング、サイクリング。特技はボクシング、ゴルフ、スキー、野球、乗馬、合気道。愛称は「コニタン」
。

## 来歴
和歌山県田辺市上秋津出身。和歌山県立田辺商業高等学校（現：和歌山県立神島高等学校）卒業、中京大学商学部卒業。中京大学では演劇部に所属し、ステージ付き大教室での稽古中にジャンプして着地した際にステージを踏み抜いたという逸話が残っている。
デビューは、中京大学在学中に出演した中京テレビのローカルバラエティ番組『ジョークドキュメントBBS放送局』で、理科教育番組のパロディコーナーの先生役だった。大学卒業後に『中学生日記』のオーディションにも合格している。
『ジョークドキュメントBBS放送局』における人気ぶりは相当なもので、当地で放送された株式会社名紳（岐阜県岐阜市市橋。紳士服販売）のCMでそのまたパロディが作られるほどだった。この活躍でその後、TBS系列で1982年から放送されたバラエティ番組『欽ちゃんの週刊欽曜日』のレギュラーとして抜擢され、「欽ちゃんファミリー」の一員として人気を博す。同番組内でレギュラーの清水由貴子と『銀座の雨の物語』をデュエットしヒットする。
1985年には、TBSの人気音楽番組『ザ・ベストテン』の2代目男性司会者を担当。1996年から数回出演したスポーツマンNo.1決定戦では、総合5位の成績を収めたこともあって肉体派の健康優良タレントとしてのイメージもついた。
1988年に結婚、2人の男児をもうけるも1998年に別居。2002年ごろから養育費及び慰謝料の支払いを条件として夫人側が離婚調停を申し立てた。後述の手術などの関係もあり手続きが滞ったが、2006年年明けに離婚が成立した。慰謝料の支払いはなかったが、養育費は継続して支払われているという。息子たちとは、2023年1月現在も交流がある。
2004年に腎臓癌が発見されたが、翌年2月に手術が無事成功し、5月の検査でも転移は認められず克服した。現在(2023年1月)は仕事を行えるまで回復しており、復帰後からその経験を語る講演活動を各地で行っている。また、東京サイクリング協会主催の「東京シティサイクリング」にも毎年ゲストとして参加している。
上記に加え、2009年4月、小西と同じ「欽ちゃんファミリー」の一員だった清水由貴子が49歳で自殺したことを受け、「いのちのうた」プロジェクトを立ち上げてから自殺防止活動も取り組んでいる（後述）。
2022年度から日本航空高等学校通信制課程東京キャンパスの校長を務めている。また、現在はNPO法人「和歌山レスキューサポートバイクネットワーク」の名誉隊長を務め、活動を行っている。
2020年にYouTuber小西博之として『コニチャンネル』を立ち上げ、活動を始めた。

## 人物

### 子供時代
生まれた頃から身体が大きく、県から健康優良児に表彰されたこともあったが、幼い頃は身体に反して気が弱くて泣き虫だった。ちなみに「コニタン」という愛称は、元々この頃からのニックネーム。小学4年生の頃、クラスで一番力があることが周りに知られたことで自信に繋がり、強い性格になった。これによりほどなくして学級委員長や少年野球チームのキャプテンにも選ばれるようになった（本人はこの経験を踏まえて、「子どもって何かのきっかけで大きく変わるんです。親御さんには『ウチの子はダメだ』とは絶対に思わず、『今のあなたが大好き』と言い続けてほしいんです」と語っている）。小学校時代の将来の夢は「ウルトラマンの隊員」。
中学校入学後は格闘技（小学校時代に覚えた）に夢中になり、先輩らに誘われて他校との武力闘争に明け暮れる。1年生在学中の夏休み、ついに警察の世話になるが、このとき一人の教師が「私が必ず、この子を更生させます」と頭を下げてくれた。この教師と共に過ごすうち、「私も将来こんな素晴らしい先生になって、荒れる生徒を救ってあげたい」と決心するに至る。
中学は野球部に所属して生徒会役員を歴任。「その野球で高校、大学に行って、教師になって帰って来い」と言われる。卒業後、野球の強豪校である田辺商業高校に進学。教師を目指して中京大学に進学。中京大学は野球の名門であったため野球部に入部したが、指導方法が肌に合わず短期間で退部した後、演劇部に移った。|演劇部に入った理由について「教師になったら生徒から面白いと思われる授業をせないかんでしょ？ 演劇部でパフォーマンスを身につけたかったんです」と後年語っている。

### 大学生活と芸能界入り
この大学の演劇部には以前から愛知県などの芸能事務所からエキストラへの協力に声がかかっており、本人も色々と仕事を引き受けた。芝居に夢中になったせいで成績が下がり、2年生の途中から学業に専念。教職課程では商業科と社会科を選択し、簿記1級を取得するなど必死に勉強した。4年生の春に教育実習を行ったが、7月頃に突然和歌山県の教員採用がないことを知らされる。その後は牛丼チェーン店の吉野家でバイトをしながら(深夜帯の店長を任された)、就職浪人生活を送った。
『ジョークドキュメントBBS放送局』に出演すると、放送作家からの勧めで萩本欽一に会いに東京のスタジオに訪れた。萩本からコントの稽古の見学に誘われて毎月行くようになったが、ある日スタジオで萩本たちが開いたオーディションに急遽参加。終了後、萩本から『小西、ごめん。今日で終わり』と告げられて名古屋に帰ったが、翌朝の電話で呼ばれてすぐに東京に向かうと萩本から一転合格を告げられた。これについて本人は、「そのオーディションで萩本さんたちから何を聞かれても、体育会系の僕は『はい！』と答えるだけだった。そのやり取りを見て、萩本さんのコントには合わないと思われたんでしょうね。でも翌日東京に呼ばれて行ってみたら萩本さんから「やっぱり合格。来週から木曜日は吉野家休んむんだよ」と告げられた」と回想している。また、不合格から一転合格になった理由について、萩本から後日「オーディションの後、落ちて一番辛い奴(小西)が一番いい笑顔で帰っていったから」と明かされたという。

### 闘病、清水由貴子の死など
2004年の夏ごろから血尿が出るようになり、それまで85kgだった体重がいつの間にか70kgを割った。12月下旬に大量の血尿が出て精密検査を受診したところ、翌年1月に全身に転移する恐れのある末期の腎臓癌を告知された。左腎臓にできた腫瘍は20×13cmとかなり大きく、2月に左脇腹をVの字に約50cm切り開き、リンパを切除するなど大手術だった。復帰後は、様々な場で「命の大切さ」をテーマにした講演や、全国の小中高校で「命の授業」と題した講義も行っている。2007年頃からは、全国の小児病棟や児童施設で慰問活等も行うようになった。
2009年4月、清水由貴子の自殺後、萩本からの助言を受けて「欽ちゃんファミリー」の代表としてコメントすることになった。清水の突然の訃報に、当初「自殺で死ぬなんて、僕は一生ユッコ（由貴子）を許さない。天国なんかに絶対に行かせない。冥福も祈らない。僕が引き戻してやるから」と激しい口調で語り、涙に暮れた。この発言により、マスコミから“薄情者”と称されることもあったという。
「いのちのうた」プロジェクトでは自殺防止活動に取り組むと同時に、自らが歌うCDの売上を小児がんの支援団体に寄付した。また、2011年の東日本大震災の後、復興支援チャリティーイベント『被災地に届け！いのちのうた』を主催した。

## その他
- 演劇部時代のエキストラの仕事では、仮面ライダーショーの怪人役や萬屋錦之介一座の舞台『赤穂城断絶』の斬られ役などをこなした。また、大学時代から就職浪人時代までの間に、ドラマ『中学生日記』に警察官役、教育実習生役、体育教師役など脇役で数回出演している[1]。
- 『欽ちゃんの週刊欽曜日』で全国デビューに次いで、同番組による清水由貴子とのデュエットで歌手デビューも果たした。当時歌番組に多数出演して調子に乗りかけたが、清水が「私たちの仕事はお客様に夢と希望を与えること。その期待を絶対に裏切っちゃいけないの！」とよく叱ってくれたおかげで天狗にならずに済んだという[1]。
- 『ザ・ベストテン』の司会では、デビューしたばかりのジャニーズアイドルグループ・少年隊の初登場第1位の回で「(同じ事務所の先輩グループである)シブがき隊の皆さんです！」と間違えて紹介する一幕があった[注釈 8]。
- 俳優関係のエピソードとしては、渡哲也からは共演者に対する心構えを叩き込まれた。松方弘樹からは、粋できれいな遊び方を教わった。高橋英樹から殺陣の指導を受けたこともある[1]。
- 『ウルトラギャラクシー大怪獣バトル』では若くして亡くなった友人の円谷浩に捧げる意味で、自分の役名を「（日向）浩」に変更してもらった[5]。また8歳のころ『ウルトラマン』を視聴し「僕も地球防衛組織の隊員になりたい」と思っていたため、隊員の役柄を演じる事が出来たのは嬉しいものであったという。小西は以前『ウルトラマンティガ THE FINAL ODYSSEY』のナグモ役で『ウルトラシリーズ』に出演経験がありナグモも隊員の役柄である。『烈車戦隊トッキュウジャー』に刑事役でゲスト出演した際にボス（日向浩）のパロディが行われた[6]。

## スポーツマンNo.1決定戦
スポーツマンNo.1決定戦に第1回芸能人サバイバルバトルから参戦。第2回大会ではLOG相撲でNo.1を獲得し始めて最終種目に進出し、総合5位入賞を果たす。
その後も第6回から第8回大会まで参戦。芸能人大会屈指のパワー系選手といわれていた。
芸能人サバイバルバトル
| 大会      | 放送日               | 総合順位 |
| --------- | -------------------- | -------- |
| 第1回大会 | 1996年4月2日         | 11位     |
| 第2回大会 | 1997年4月2日         | 5位      |
| 第6回大会 | 2000年3月24日        | 14位     |
| 第7回大会 | 2000年10月10日・14日 | 13位     |
| 第8回大会 | 2001年3月23日        | 12位     |

## 出演

### テレビドラマ
- 金曜日の妻たちへII 男たちよ、元気かい?（1984年、TBS） - 小山隼人
- 欽ちゃんファミリー時代劇スペシャル「俺たちの熱い風」（1984年10月7日、日本テレビ）
- 私鉄沿線97分署（1984年 - 1986年、テレビ朝日） - 松元良平
- 遊びの時間は終らない（1985年9月18日、TBS）
- どうぶつ通り夢ランド（1986年 - 1987年、テレビ朝日） - 猪狩琢磨
- 徳川家康（1988年、TBS） - 福島正則
- 名古屋嫁入り物語 シリーズ（フジテレビ）
  - 「名古屋嫁入り物語」（1989年1月27日）
  - 「名古屋出戻り物語」（1992年3月27日）
  - 「待たせしました!!名古屋嫁入り物語7」（1995年）
- ドラマ23（TBS）
  - 「夫婦2組あぶない同居」（1989年5月）
  - 「オトコたちに乾杯」（1989年8月） - 主演
- ザ・刑事 第11話 - 最終話（1990年、テレビ朝日） - 中西剛刑事
- 名奉行 遠山の金さん（テレビ朝日）
  - 第2シリーズ（1989年） - 伝法大介
  - 第4シリーズ（1991年 - 1992年） - 葉隠弦之介
  - 第5シリーズ（1993年） - 葉隠弦之介
- 金曜ロードショー特別企画「天と地と〜黎明編」（1990年4月20日、日本テレビ） - 金津新兵衛
- 土曜ドラマ（NHK)
  - 新十津川物語（1991年） - 中崎豊太郎
- それでも家を買いました（1991年、TBS） - 斉藤大二郎
- ドラマチック22「刑事犬カール・瀬戸内の追跡」（1991年3月23日、TBS）
- はぐれ刑事純情派（1993年） - 大沢克也
- ゼロの焦点（1994年、NHK-BS2） - 六助
- 大河ドラマ（NHK）
  - 八代将軍吉宗（1995年） - 紀伊国屋文左衛門
  - 秀吉（1996年） - 小西行長
  - 北条時宗（2001年） - 菊池武房
  - 龍馬伝（2010年） - 宮部鼎蔵
  - 軍師官兵衛（2014年） - 今井宗久
- 松本清張原案・時代劇スペシャル 文吾捕物絵図 張り込み（1996年 テレビ東京）
- 七曲署捜査一係（1997年 - 1999年、日本テレビ） - 菅原徹
- 連続テレビ小説（NHK）
  - あぐり（1997年） - 富士夫
  - ほんまもん（2001年） - 津山大三郎
  - 芋たこなんきん（2007年） - 広明
- 月曜ドラマスペシャル「検視官江夏冬子 京都清水坂殺人事件」（1997年6月30日、TBS） - 西沢昭一
- 新選組血風録（1998年、テレビ朝日） - 原田左之助
- 火曜サスペンス劇場「身辺警護1」（1998年4月14日、日本テレビ） - 本田太郎
- 土曜ワイド劇場（テレビ朝日）
  - 法医学教室の事件ファイル9（1998年5月9日） - 岩本刑事
  - 家政婦は見た!19 エリートビジネスマン二つの顔の秘密（2001年2月） - 石田秀年
  - 鉄道捜査官8（2007年） - 関口文武
- 水曜ミステリー9不倫調査員・片山由美9（2007年9月19日、テレビ東京） - 蔵田鉄寛
- ウルトラギャラクシー大怪獣バトル（2007年、BS11） - ヒュウガ
  - ウルトラギャラクシー大怪獣バトル NEVER ENDING ODYSSEY（2008年、BS11） - ヒュウガ
- 警視庁南平班～七人の刑事3（2011年、TBS） - 川家康徳
- ハンチョウ〜警視庁安積班〜 第6話（2012年5月14日、TBS） - 赤川光一郎
- トクボウ 警察庁特殊防犯課 第8話-第10話、第13話（2014年、読売テレビ・日本テレビ系列） - 大道寺努
- 烈車戦隊トッキュウジャー 第14駅（2014年5月25日、テレビ朝日） - 取手権左衛門
- 月曜ゴールデン「湯けむりバスツアー 桜庭さやかの事件簿6」（2015年9月14日、TBS） - 鴨志田吾郎

### その他のテレビ番組
- ジョークドキュメントBBS放送局（中京テレビ） - 「なんでも理科教室」・先生
- ザ・ベストテン（TBS） - 2代目司会者として1985年10月3日から1986年9月25日まで出演。卒業後も、1986年度ベストテン豪華版、1989年1月5日、1989年10月5日の『さよなら ザ・ベストテン』の各回にも出演。
- 欽ちゃんの週刊欽曜日（TBS）

### 映画
- 木村家の人びと （1988年）
- 極道の妻たち 三代目姐（1989年）
- はぐれ刑事純情派 （1989年） - 大沢和也
- 激走トラッカー伝説（1991年）
- プロゴルファー織部金次郎（1993年）
- 新極道の妻たち 惚れたら地獄（1994年）
- 喧嘩ラーメン（1996年） - 牛嶋
- すばらしき臨終（1997年） - 芹沢正彦
- うなぎ（1997年） - 監察官
- ウルトラマンティガ THE FINAL ODYSSEY（2000年） - ナグモ
- 極道の妻たち リベンジ（2000年）
- KUMISO 組葬（2002年）
- 地獄甲子園（2002年） - 番長1
- 親父 （2006年、チェイスフィルム） - 山城組 幹部
- 実録 東声会 初代 町井久之 暗黒の首領（2006年） - 竜道山
- 大怪獣バトル ウルトラ銀河伝説 THE MOVIE（2009年） - ヒュウガ
- ぼくが処刑される未来（2012年） - キングアーサー
- 愛国女子—紅武士道（2022年） - 手塚正治
- 虎の流儀（2022年） - 旭日会理事長
  - 虎の流儀 ～旅の始まりは尾張 東海死闘編～（2022年9月30日）[7]
  - 虎の流儀 ～激突！ 燃える嵐の関門編～（2022年10月7日）
- キリコのタクト〜YELL〜（2026年公開予定） - 皆川逸郎[8]

### Vシネマ
- カメレオン（1996年）
- 難波金融伝・ミナミの帝王 劇場版PARTXIII リストラの代償（1999年） - 木村専務
- 修羅がゆく13 完結篇（2000年） - 関西光和会本部長・竜崎組組長 竜崎勇
- 日本極道史 龍神三兄弟（2000年）全2作 - 刑事
- 修羅のみち1 - 8（2001年 - 2003年） - 関東共住会大神組幹部 植村建二「健二」
- 実録 最後の愚連隊（2002年） - 井上喜人
- 首領への道17 18（2002年・2003年） - 朝倉組若頭 中島芳則
- 龍虎兄弟（2003年） - 武田組若頭 本田
- 実録・竹中正久の生涯 荒らぶる獅子 前篇 後篇（2003年） - 三代目山賀組若頭補佐 細谷組組長 細谷利明
- 新・日本の首領5（2005年） - 徳島・高取組組長 高取瑞穂
- 実録・不退の松葉 完結編（2005年） - 神戸 融和会幹事長 佐伯組組長 佐伯一将
- 誇り高き野望2 - 6（2005年 - 2006年） - 六代目森田組舎弟頭 堂本組組長 堂本勝頼
- 首領がゆく2,3（2006年） - 二代目真侠組若頭補佐 井崎組組長 井崎辰正
- 実録・東声会 初代・町井久之 暗黒の首領（2006年） - プロレスラー 竜道山
- 実録・新選組 完結編（2006年） - 西郷隆盛
- 実録・九州やくざ抗争 誠への道（2006年） - 二代目大場一家総長 大場忠
- 実録・九州やくざ抗争史 小倉戦争（2007年） - 尾道侠仁会高知支部若頭 森田謙介
- 実録・九州やくざ道 LB熊本刑務所（2008年）
- 修羅之魂 侠客立志編（2008年） - 井之上信彦（→稲澤会横須田一家井之上組組長）
- 修羅之魂 激動渡世編（2008年） - 稲澤会横須田一家井之上組最高顧問 井之上信彦
- 千年の松（2009年） - 吉原（滝田組の刺客）
- ウルトラ銀河伝説外伝 ウルトラマンゼロVSダークロプスゼロ（2010年） - ヒュウガ、別次元のヒュウガ
- ウルトラマンゼロ外伝 キラー ザ ビートスター（2011年） - ヒュウガ
- 制覇2（2015年） - 三代目難波組若頭補佐 郷田悠馬
- 任侠哀歌(エレジー)（2018年）全3作 - 中央警察署 4課 課長
- 外道憤砕（2018年） - 龍文字一家舎弟頭立浪組組長 立浪
- CONFLICT 最大の抗争5,6,7,8（2019年） - 山形吉衛

### CM
- 名紳 - （東海地区ローカル、当時出演していた『ジョークドキュメントBBS放送局』のコーナー「なんでも理科教室」のセルフパロディ）
- エポック社　コンピュータビームガン プロフェッショナル
- ジャパンヘルスサミット　カニトップセレクト
- 小林製薬　ヒフテックガード
- 紀文　紀文のちくわ（清水由貴子と共演）
- デンソー　カーエアコン（マリアンと共演）
- 日清食品　あじろべえ

### ラジオ
- Changeの瞬間 〜がんサバイバーストーリー〜 （2021年1月17日・24日、朝日放送ラジオ）[9]

### 著書
- 『コニタンの闘病日記』〜すべての人々へ感謝の心を〜（太陽エージェンシー、2005年）
- 『生きてるだけで150点!』（2017年7月15日、 毎日新聞出版）

## ディスコグラフィ

### シングル
| 発売日               | 面                 | タイトル                       | 作詞               | 作曲               | 編曲               | 規格               | 規格品番           |
| キャニオンレコード   | キャニオンレコード | キャニオンレコード             | キャニオンレコード | キャニオンレコード | キャニオンレコード | キャニオンレコード | キャニオンレコード |
| -------------------- | ------------------ | ------------------------------ | ------------------ | ------------------ | ------------------ | ------------------ | ------------------ |
| 1983年9月21日        | A                  | 銀座の雨の物語                 | 阿久悠             | 南こうせつ         | 井上鑑             | EP                 | 7A-0316            |
| 1983年9月21日        | B                  | 佐藤のB面です -銀座の雨の物語- | 阿久悠             | 南こうせつ         | 井上鑑             | EP                 | 7A-0316            |
| フォーライフレコード |                    |                                |                    |                    |                    |                    |                    |
| 1985年3月5日         | A                  | 淋しがりやさ心はいつも         | 荒木とよひさ       | 西木栄二           | 瀬尾一三           | EP                 | 7K-172             |
| 1985年3月5日         | B                  | うちあけて                     | 荒木とよひさ       | 西木栄二           | 瀬尾一三           | EP                 | 7K-172             |